# Parco nazionale di Javoriv
Il parco nazionale di Javoriv (in ucraino Яворівський національний природний парк?) è un'area naturale protetta   che si trova nell'ovest dell'Ucraina. Il parco comprende una parte della zona collinare detta Roztocze (in ucraino Розточчя?, Roztoččja), una delle più interessanti regioni fisiografiche dell'Europa orientale.

## Storia
Il parco fu istituito il 4 luglio 1996 dal presidente dell'Ucraina, includendo il preesistente parco paesaggistico regionale di Javoriv creato nel 1996 su un settore di 4.190 ettari e comprendente le aree delle imprese militari e forestali Starychivskoho Maherivskoho. L'attuale superficie totale del parco nazionale è di 7.108 ettari, di cui 2.915 ettari a parco ad uso permanente e 4.193 ettari (10.360 acri) sottoposti a gestione economica, senza rimozione dalla terra. 

## Clima
Il clima della zona, tipico per l'area delle Roztocze, è influenzato da correnti d'aria atlantiche da ovest e continentali da est. Il clima generale è moderatamente umido; le precipitazioni medie annue sono di 700 mm e la temperatura media di 7,5 °C. La maggior parte delle precipitazioni è concentrata nei mesi di giugno e luglio, mentre gennaio e febbraio sono i mesi più asciutti. Il mese più caldo è luglio (media 17,7 °C) e il più freddo è Gennaio (-4,2 °C).

## Geografia
Il parco è caratterizzato da Roztocze ricoperte da alberi ad alto fusto, come carpini, querce e pini e, nelle depressioni, ontani. Faggeti crescono vicino al confine orientale del parco e si limitano al paesaggio collinare. Vi sono isolate aree superstiti di abete rosso, abete bianco e sicomoro, che rimangono sul limite nord-orientale dell'area. La vegetazione erbacea occupa una superficie molto più piccola in prati naturali, pascoli ed ex insediamenti, così come lungo i fiumi e canali. Grazie alle sue condizioni naturali favorevoli, il parco nazionale offre anche un notevole potenziale ricreativo ed è una meta turistica frequentata.